# 1352

## Esdeveniments
- 13 de febrer - el Bòsfor: la flota genovesa derrota un estol combinat d'aragonesos, venecians i romans d'Orient en la batalla del Bòsfor.[1]
- 18 de desembre - Roma: Innocenci VI és escollit papa. El seu predecessor fou Climent VI.
- Formació del Sultanat de Bengala
- Acamapitzin proclamat rei dels asteques[2]

## Necrològiques
- 6 de desembre - Avinyó, (França): Climent VI, Papa.